# 金垌镇
金垌镇，是中华人民共和国广东省茂名市信宜市下辖的一个乡镇级行政单位。

## 行政区划
金垌镇下辖以下地区：
金垌村，上磨村，馬辣村，上貴村，白花村，泗流村，合垌村，六明村，勝積村，六勝村，坎底村，光榮村，南屯村，環球村，幸福村，米場村，良耿村，綠水村，大榔村，高車村，平地村，木威村，木新村和田心村。